# San Luis Potosí Open 2025 - Doppio
Il doppio del torneo di tennis professionistico San Luis Potosí Open 2025, facente parte della categoria Challenger 75 nell'ambito dell'ATP Challenger Tour 2025, si è giocato dal 14 al 20 aprile a San Luis Potosí, in Messico. Tra le coppie partecipanti erano assenti Rithvik Choudary Bollipalli e Niki Kaliyanda Poonacha, i detentori del titolo.
In finale Ivan Liutarevich e Marcus Willis hanno sconfitto Trey Hilderbrand e Alfredo Perez con il punteggio di 6–3, 6–4.

## Teste di serie
1. Ryan Seggerman /  Patrik Trhac (primo turno)
2. Ivan Liutarevich /  Marcus Willis (campioni)

1. Neil Oberleitner /  Matías Soto (primo turno)
2. Seita Watanabe /  Takeru Yuzuki (semifinale)

## Wildcard
1. Adrian Mannarino /  Lev Seidman (ritirati)

1. Maxime Cressy /  Daniel Moreno (ritirati)

## Ranking protetto
1. Trey Hilderbrand /  Alfredo Perez (finale)

## Alternate
1. Aidan Mayo /  Kiranpal Pannu (quarti di finale, ritirati)
2. Robin Catry /  Tom Paris (primo turno)

1. Tristan McCormick /  Mark Whitehouse (primo turno)

## Tabellone

### Legenda
| - Q = Qualificato - WC = Wild card - LL = Lucky loser | - ALT = Alternate - SE = Special Exempt - PR = Protected Ranking | - w/o = Walkover - r = Ritirato - d = Squalificato |

|  | Primo turno | Primo turno              | Primo turno              | Primo turno | Primo turno |  |  | Quarti di finale | Quarti di finale       | Quarti di finale       | Quarti di finale       | Quarti di finale       |   |    | Semifinali | Semifinali                     | Semifinali                     | Semifinali                     | Semifinali                     |   |   | Finale | Finale | Finale | Finale | Finale |  |
|  |             |                          |                          |             |             |  |  |                  |                        |                        |                        |                        |   |    |            |                                |                                |                                |                                |   |   |        |        |        |        |        |  |
|  | 1           | R Seggerman P Trhac      | 6                        | 4           | [11]        |  |  |                  |                        |                        |                        |                        |   |    |            |                                |                                |                                |                                |   |   |        |        |        |        |        |  |
|  |             | N Mejía A Urrea          | 4                        | 6           | [13]        |  |  |                  | N Mejía A Urrea        | N Mejía A Urrea        | 1                      | 3                      |   |    |            |                                |                                |                                |                                |   |   |        |        |        |        |        |  |
|  |             | M Neuchrist V Orlov      | 2                        | 6           | [3]         |  |  | PR               | T Hilderbrand A Perez  | T Hilderbrand A Perez  | 6                      | 6                      |   |    |            |                                |                                |                                |                                |   |   |        |        |        |        |        |  |
|  | PR          | T Hilderbrand A Perez    | 6                        | 3           | [10]        |  |  |                  |                        |                        |                        |                        |   |    | PR         | T Hilderbrand A Perez          | T Hilderbrand A Perez          | 6                              | 7                              |   |   |        |        |        |        |        |  |
|  | 4           | S Watanabe T Yuzuki      | 6                        | 68          | [10]        |  |  |                  |                        | 4                      | S Watanabe T Yuzuki    | S Watanabe T Yuzuki    | 4 | 63 |            |                                |                                |                                |                                |   |   |        |        |        |        |        |  |
|  |             | P Kumar J Sheehy         | 0                        | 710         | [5]         |  |  | 4                | S Watanabe T Yuzuki    | S Watanabe T Yuzuki    | 7                      | 6                      |   |    |            |                                |                                |                                |                                |   |   |        |        |        |        |        |  |
|  |             | JC Aguilar C Kingsley    | JC Aguilar C Kingsley    | 3           | 63          |  |  |                  | M Alves W Woodall      | M Alves W Woodall      | 62                     | 2                      |   |    |            |                                |                                |                                |                                |   |   |        |        |        |        |        |  |
|  |             | M Alves W Woodall        | M Alves W Woodall        | 6           | 7           |  |  |                  |                        |                        |                        |                        |   |    | PR         | Trey Hilderbrand Alfredo Perez | Trey Hilderbrand Alfredo Perez | 3                              | 4                              |   |   |        |        |        |        |        |  |
|  |             | F Reynolds J Watt        | F Reynolds J Watt        | 6           | 6           |  |  |                  |                        |                        |                        |                        |   |    |            |                                | 2                              | Ivan Liutarevich Marcus Willis | Ivan Liutarevich Marcus Willis | 6 | 6 |        |        |        |        |        |  |
|  | Alt         | R Catry T Paris          | R Catry T Paris          | 2           | 2           |  |  |                  | F Reynolds J Watt      | 6                      | 3                      | [10]                   |   |    |            |                                |                                |                                |                                |   |   |        |        |        |        |        |  |
|  |             | B Arias F Zeballos       | B Arias F Zeballos       | 6           | 6           |  |  |                  | B Arias F Zeballos     | 3                      | 6                      | [7]                    |   |    |            |                                |                                |                                |                                |   |   |        |        |        |        |        |  |
|  | 3           | N Oberleitner M Soto     | N Oberleitner M Soto     | 3           | 3           |  |  |                  |                        |                        |                        |                        |   |    |            | F Reynolds J Watt              | F Reynolds J Watt              | 4                              | 4                              |   |   |        |        |        |        |        |  |
|  | Alt         | A Mayo K Pannu           | A Mayo K Pannu           | 7           | 7           |  |  |                  |                        | 2                      | I Liutarevich M Willis | I Liutarevich M Willis | 6 | 6  |            |                                |                                |                                |                                |   |   |        |        |        |        |        |  |
|  | Alt         | T McCormick M Whitehouse | T McCormick M Whitehouse | 5           | 64          |  |  | Alt              | A Mayo K Pannu         | A Mayo K Pannu         | A Mayo K Pannu         |                        |   |    |            |                                |                                |                                |                                |   |   |        |        |        |        |        |  |
|  |             | M Janvier L Pavlovic     | 2                        | 6           | [7]         |  |  | 2                | I Liutarevich M Willis | I Liutarevich M Willis | I Liutarevich M Willis | w/o                    |   |    |            |                                |                                |                                |                                |   |   |        |        |        |        |        |  |
|  | 2           | I Liutarevich M Willis   | 6                        | 3           | [10]        |  |  |                  |                        |                        |                        |                        |   |    |            |                                |                                |                                |                                |   |   |        |        |        |        |        |  |